# 徳永繁樹
徳永 繁樹（とくなが しげき、1969年（昭和44年）11月10日 - ）は、日本の政治家。愛媛県今治市長（2期）。元愛媛県議会議員（5期）。

## 来歴
愛媛県今治市出身。今治市立桜井中学校、愛媛県立今治西高等学校、京都産業大学経営学部経営学科卒業。

### 愛媛県議会議員
錢高組従業員を経て、2003年（平成15年）に愛媛県議会議員選挙に今治市選挙区から無所属で立候補し、定数4に対し4位で初当選した。今治市・越智郡選挙区に選挙区が統合された2007年（平成19年）の県議選は自民党公認で立候補し再選。2019年（平成31年）に5選。
2020年（令和2年）3月に愛媛県議会副議長に就任。同年11月6日、任期満了に伴う今治市長選挙に立候補する意向を表明。同年12月、県議を辞職。

### 今治市長
2021年（令和3年）2月7日に行われた今治市長選挙に、村上誠一郎衆議院議員や山本順三参議院議員らの支援を受けて立候補。選挙では現職の「多選」を批判して、市政の刷新を訴えた。トップセールスによる地場産品の販路開拓や若者を対象とした創業・起業支援施設の整備など、地域内で消費や投資を循環させる「瀬戸内クロスポイント構想」を掲げ、支持を広げた。福羅浩一県議、本宮勇県議、菅森実県議の支援を受けた現職の菅良二を破り初当選した。2月20日、市長就任。
2025年（令和7年）2月9日に行われた今治市長選挙では新人でつばさの党事務局次長の鍋岡幸則を5万1551票差の大差で破り、再選を果たした。
妊娠・出産時から18歳まで子育て全般を切れ間なくサポートする「今治版ネウボラ」などの子育て支援に力を入れ、2024年8月には愛媛県では初となる「第5回日本子育て支援大賞2024（自治体部門）」を受賞した。また定住支援員制度の導入などの移住者支援にも取り組んでおり、2019年度に675人だった移住者が、2023年度は3,118人と大幅に増加している。月刊誌「田舎暮らしの本」（宝島社）の2月号の「2025年版住みたい田舎ベストランキング」では今治市が人口10万人以上20万人未満のグループの全4部門で1位となり、3年連続で4冠に輝いた。2024年に人口戦略会議が公表した報告書では2014年の調査から若年女性人口減少率が改善し、今治市は「消滅可能性自治体」を脱却を果たした。

## 人物
- 趣味は、銭湯通い[16]・歴史探訪・寺参り・野球・音楽・映画鑑賞・美術館で昼寝。
- 好きな言葉は「蔭涼」。